# Christopher Daniels
Christopher Daniel Covell (n. 24 martie 1970, Kalamazoo, Michigan, SUA), mai cunoscut sub numele de ring Christopher Daniels, este un wrestler profesionist american.